# ミラグロス・シュモール
ミラグロス・シュモール （Milagros Schmoll 1989年4月27日- ）は、アルゼンチン・ブエノス・アイレス出身のファッションモデル。
2006年の春夏コレクションでシャネルのファーストルックを飾った。その後もジャン・ポール・ゴルチエ、ダイアン・フォン・ファステンバーグ、ジョルジオ・アルマーニ、エルメス、フセイン・チャラヤン、オスカー・デ・ラ・レンタ、クリスチャン・ラクロワなどのショーに出演。